# معدل المسار

العناصر الأساسية للفلك البطلمي، توضح كوكب يدور على فلك التدوير له مسار ونقطة معدل المسار

 معدل المسار  (equant) هو مفهوم رياضياتي وضعه كلاوديوس بطليموس في القرن الثاني الميلادي لحساب حركة الأجرام السماوية.
 نقطة معدل المسار  موضحة في الرسم برمز (•) كبير، بحيث تكون مقابلة للأرض مباشرة حول مركز فلك التدوير، الذي رمز له بالرمز (X). كما توضح كوكب يدور حول فلك تدوير (الدائرة الصغيرة في الرسم)، يدور بسرعة ثابتة حول معدل المسار. ومع ذلك، فإن هذا الكوكب لا يتحرك بسرعة ثابتة حول نقطة معدل المسار الخاصة به.
حل هذا المفهوم هذه مشكلة حساب الحركة غير القياسية للكواكب، كما اعتقد البعض أن هذا المفهوم أوجد صيغة تسوية للأفكار الفلكية القديمة، وهي أن هناك حركة دائرية منتظمة. انتقد معدل المسار العديد من العلماء منهم الفلكي الفارسي نصير الدين الطوسي، الذي طور صيغة عرفت بثنائية الطوسي كتفسير بديل، وعارضه أيضًا نيكولاس كوبرنيكوس بشدة مما دفعه للتوصل نموذج النظام الشمسي.

## وصلات خارجية
- Ptolemaic System – at Rice University's Galileo Project
- Java simulation of the Ptolemaic System – at Paul Stoddard's Animated Virtual Planetarium, Northern Illinois University